# Leung Ting
Leung Ting (28 de febrer de 1947) és el fundador i president de l'Associació Internacional del Wing Tsun (International Wing Tsun Association).
Leung va escollir anomenar Wing Tsun als seus ensenyaments per poder diferenciar-les d'altres escoles de Wing Chun, i per poder mantenir el seu propi estil de sistema Wing Tsun.
Entre els assoliments realitzats al llarg de la seva vida fora de l'ensenyament i l'escriptura sobre el Wing Tsun, Leung ha estat un Director de lluita en alguns films de Hong Kong.
Leung va aparèixer en l'episodi número 1 en el xou televisiu anomenat Mind, Bodi & Kick Ass Moves transmès per la cadena de la BBC.
També ha aparegut en nombrosos documentals sobre les Arts Marcials.
Leung Ting va ser alumne -de fet l'alumne mes jove- d'Ip Man, el mestre més gran de l'estil Wing Tsun. A les seves classes va coincidir amb un altre alumne, potser el responsable de l'expansió del Wing Tsun pel món, que va ser Bruce Lee.

## Obra
- Wing Tsun Kuen. Wu Shu-Verlag, 1998, ISBN 392755300X.
- Siu-Nim-Tau. Wu Shu-Verlag, 2003, ISBN 392755359X.
- Cham-Kiu. Wu Shu-Verlag, 2005, ISBN 3927553603.
- Biu-Tze. Leung's Publications, Hong-Kong 2003, ISBN 962728476-9 (anglès)